# Наумовка (Бугурусланский район)
Наумовка — опустевшее село в Бугурусланском районе Оренбургской области в составе Завьяловского сельсовета.

## География
Находится на расстоянии примерно 16 километров по прямой на юго-восток от центра города Бугуруслан.

## История
Село обрело свой статус в 1903 году после постройки Покровской церкви.

## Население
Население составляло 1 человек в 2002 году (русской национальности), 0 по переписи 2010 года.